# Península de Lleyn
La península de Llŷn (del galés: Penrhyn Llŷn) [ɬɨːn]) se encuentra en Gales y se extiende unos 50 kilómetros hacia el oeste del mar de Irlanda, al suroeste de la isla de Anglesey. Es parte del actual condado y región histórica de Gwynedd. Se cree que su nombre es de origen irlandés y que tiene la misma raíz, Laighin, en el gaélico irlandés moderno, que Leinster. Una cuarta parte de la península, 15 500 hectáreas es, desde 1956, un área de Destacada Belleza Natural (AONB), que se extiende también hacia el interior para incluir a los dos picos volcánicos de Garn Fadryn y Yr Eifl.

## Historia
La península fue usada por peregrinos que iban a la isla Bardsey (Ynys Enlli en galés). Su relativo aislamiento ha ayudado a la conservación de la lengua y cultura galesas, por las cuales esta localidad es famosa actualmente. Este notorio alejamiento de la vida urbana ha hecho de Llŷn un famoso destino tanto para turistas como para residentes de segunda vivienda, aunque este último hecho es un tema de discusión entre los habitantes locales, que se ven obligados a irse por el alza en el mercado inmobiliario. En las décadas de 1970, 80 y 90 un misterioso grupo terrorista llamado Meibion Glyndŵr lanzó una serie de ataques a segundas residencias usando artefactos incendiarios.
El 19 de julio de 1984 hubo un terremoto en la península de valor 5.4 en la escala de Richter que se sintió en muchas partes de Irlanda y del oeste de Gran Bretaña.
El Centro Galés de la Lengua y el Patrimonio (Welsh Language and Heritage Center en inglés) de Nant Gwrtheyrn está situado en la costa norte.

## Tân yn Llŷn1936
La preocupación por el idioma galés se inició en 1936 cuando el gobierno británico decidió establecer una escuela de bombardeo (Penyberth) en la península. Los eventos relacionados con las protestas se conocieron como Tân yn Llŷn (Fuego en Llŷn). El gobierno se decidió por Llŷn como el enclave para su nueva escuela de bombardeo después de que en lugares similares como Northumberland y Dorset, se tropezaran con protestas.
Sin embargo, el primer ministro del Reino Unido Stanley Baldwin ignoró las objeciones contra la escuela de bombardeo en Gales, a pesar de haber recibido una delegación en representación de medio millón de galeses. Las protestas en contra de la escuela de bombardeo fueron resumidas por Saunders Lewis, quien escribió que el gobierno del Reino Unido tenía la intención de convertir una de las cunas esenciales de la cultura, el idioma y la literatura galeses en un lugar que promovía un método bárbaro de guerra.
El 8 de septiembre de 1936 el edificio de la escuela de bombardeo fue incendiado y las consiguientes investigaciones determinaron responsabilidades en Saunders Lewis, Lewis Valentine y David John Williams. En el juicio en Caernarfon se decidió llevar el caso a la Old Bailey, la  Corte Criminal Central, en Londres. Los tres fueron sentenciados a nueve meses de cárcel en Wormwood Scrubs, y tras su liberación fueron aclamados como héroes por 15 000 galeses en el pabellón de Caernarfon.

## Censo de 2001 y viviendas

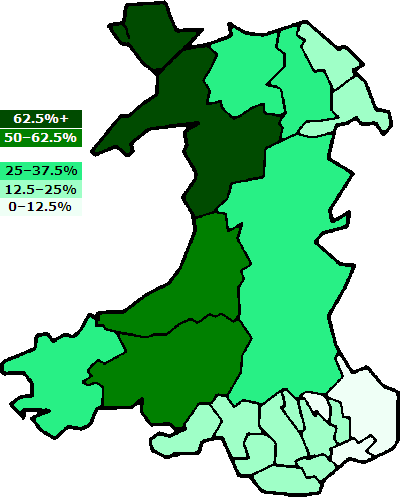
Porcentaje de galesoparlantes por área principal.

Según el censo de 2001, el número de galesoparlantes en Gales se incrementó por primera vez en 100 años, con un 20.5 % (uno de cada cinco) en una población con alrededor de 2.9 millones de personas con un nivel fluido de gaélico galés. Asimismo, el 28 % de la población de Gales afirmó entender el idioma galés. Sin embargo, el número de galesoparlantes se redujo en Gwynedd del 72.1 % en 1991 al 68.7 % en 2001.  
El declive de galesoparlantes en Gwynedd podría atribuirse a la llegada al norte de Gales de residentes que no lo hablan, aumentando el valor de las propiedades por encima de lo que los galesoparlantes locales pueden permitirse, de acuerdo con el exconcejal del condado de Gwynedd Seimon Glyn de Plaid Cymru, cuyos polémicos comentarios en 2001 centraban la atención sobre el tema. Glyn comentaba en un informe el problema de los precios cada vez mayores de las casas, por encima de lo que los habitantes locales podían pagar, con el informe avisando de que como consecuencia «...las tradicionales comunidades galesas podrían extinguirse...».
Gran parte del mercado de las propiedades rurales de Gales fue dirigido por compradores que buscaban segundas viviendas para usarlas como residencia de vacaciones o para la jubilación. Muchos compradores elegían Gales desde sus hogares en Inglaterra por los relativamente baratos precios de los inmuebles en Gales en comparación con Inglaterra. El alza de los precios de la vivienda superó con creces los ingresos medios en Gales y comportó que muchos habitantes locales no pudieran permitirse comprar su primera vivienda.
En 2001 casi una tercera parte de todas las propiedades en Gwynedd fueron adquiridas por compradores de fuera del condado, y en algunas comunidades hasta una tercera parte de las viviendas eran usadas como residencias de verano. Los veraneantes pasan menos de seis meses al año en la comunidad local.
El tema de los habitantes locales marginados del mercado inmobiliario es común para muchas comunidades rurales por toda Gran Bretaña, pero en Gales el hecho añadido del lenguaje complicó mucho más el asunto, pues muchos de los nuevos residentes no aprendieron la lengua galesa. En 1996 hubo grandes protestas, apoyadas por Cymdeithas yr laith Gymraeg, contra la construcción de 800 viviendas en Morfa Bychan, cerca de Porthmadog.
Preocupado por las presiones sobre la lengua galesa, Glyn dijo que «una vez que tienes más del 50 % de cualquier grupo de personas viviendo en una comunidad hablando un idioma extranjero, entonces pierdes tu lengua autóctona casi inmediatamente».
Plaid Cymru había apoyado durante largo tiempo controles sobre las segundas viviendas y un destacamento especial en 2001 encabezado por Dafydd Wigley recomendó que el suelo debería ser destinada para vivienda accesible a los pobladores locales y exigió garantías para que estos pudieran hacerlo, y recomendó que el impuesto del ayuntamiento sobre segundas viviendas se doblara, siguiendo medidas similares en las Highlands de Escocia.
Sin embargo, la coalición laborista-liberal de la asamblea demócrata galesa desestimó estas propuestas, declarando el portavoz de vivienda de la asamblea Peter Black que «[no] podemos constreñir nuestra planificación legal alrededor de la lengua galesa», añadiendo que «tampoco podemos tomar medidas punitivas contra los propietarios de segundas viviendas en la manera que proponen, pues esto tendría impacto en el valor de las casas de la gente local».
En otoño de 2001, la autoridad del parque nacional Exmoor en Inglaterra comenzó a considerar la implantación de límites a las segundas viviendas allí, lo que también condujo al aumento del precio de las viviendas de hasta un 31 %. Elfyn Llwyd, el líder del grupo parlamentario Plaid Cymru, dijo que las cuestiones en parque nacional Exmoor eran las mismas que en Gales, sin embargo en Gales se encuentra la dimensión añadida de la lengua y la cultura.
Reflexionando sobre la controversia que los comentarios de Glyn habían causado anteriormente ese año, Llwyd comentó «lo que es interesante es que por supuesto está bien para Exmoor como defensa de su comunidad, pero en Gales cuando intentas decir estas cosas te llaman racista...»
Llwyd hizo un llamamiento a otros partidos para unirse en un debate para trasladar la experiencia de Exmoor a Gales diciendo «... realmente les pido y les agradezco que se reúnan alrededor de la mesa y hablen sobre la sugerencia de "Exmoor" y vean si ahora pueden trasladarla a Gales».
En primavera de 2002, las autoridades del parque nacional Snowdonia (Snowdonia National Park en inglés, Parc Cenedlaethol Eryri en gaélico galés) y del parque nacional de la Costa de Pembrokeshire (Pembrokeshire Coast National Park en inglés, Parc Cenedlaethol Arfordir Penfro en galés) comenzaron a limitar las segundas viviendas dentro de los parques, siguiendo el ejemplo establecido por Exmoor. De acuerdo con los planificadores, los solicitantes de nuevos hogares en Snowdonia y en Pembroke deben demostrar una necesidad local o tener fuertes vínculos con la zona.
En 2003, sin embargo, una encuesta escolar mostró que sobre un 94 % de los niños entre 3 y 15 años podían hablar gaélico galés, haciendo de Llŷn uno de los lugares más destacados por la lengua, aunque, como con el resto del noroeste galés, ha habido preocupaciones sobre la influencia dañina que el inglés ejerce sobre el galés.

## Notabilidad geográfica
Geográficamente, Llŷn es célebre por su gran número de lugares protegidos, incluyendo una Reserva Nacional de la Naturaleza en Cors Geirch, un Patrimonio Nacional de la Costa y un Área Especial de la Marina Europea de Conservación, así como veinte Lugares de Especial Interés Científico. Gran parte de la línea de costa y las colinas ex-volcánicas son parte de la Área de Destacada Belleza Natural (Área of Outstanding Natural Beauty en inglés: AONB) de Llŷn, confirmando a la península como una de las más importantes científicamente en ambas Gales y Gran Bretaña. El Sendero Costero de Llŷn (Llŷn Coastal Path en inglés) permite a los caminantes explorar completamente ambas costas de la península.

## Asentamientos
Los asentamientos en la península de Llŷn incluyen:
- Aberdaron
- Abersoch
- Botwnnog
- Criccieth
- Llanaelhaearn
- Llanbedrog
- Llanengan
- Llangian
- Morfa Nefyn
- Mynytho
- Nefyn
- Penyberth
- Porthdinllaen
- Porthmadog
- Pwllheli — considerada la capital no oficial del área
- Rhiw
- Sarn Meyllteyrn
- Trefor
- Tudweiliog

## Colinas
Las colinas de Llŷn incluyen:
- Yr Eifl
- Gyrn Ddu
- Carn Fadryn
- Mynydd Rhiw
- Garn Boduan